# أنتوني باركر (لاعب كرة قدم أمريكية)
أنتوني باركر (بالإنجليزية: Anthony Parker) هو لاعب كرة قدم أمريكية أمريكي، ولد في 11 فبراير 1966 في سيلاكاوغا في الولايات المتحدة.

## وصلات خارجية
- أنتوني باركر على موقع مرجع كرة القدم المحترفة.كوم (الإنجليزية)